# Valea Dragului
Valea Dragului est une commune du județ de Giurgiu en Roumanie.